# Старозагорская равнина
Старозагорская равнина — равнина на юге Болгарии. Часть Верхнефракийской низменности.
Старозагорская равнина занимает восточную, широкую половину Верхнефракийской низменности. На западе она простирается до Чирпанских гор, на севере — до склонов Сырненской Средна-Горы, на востоке — до Светиилийских и Монастырских гор и горы Сакар, а на юге — до северных холмистых склонов Родопских гор. По своей длинной оси он имеет меридиональное направление протяженностью около 60 км. Правые притоки Марицы и левые притоки Сазлийки разделяют её поверхность на плоские водораздельные гряды, высота которых колеблется от 170 до 150 м. На юго-востоке, у соединения с ущельем Харманли реки Марица, её высота значительно уменьшается и достигает 80 м.
Низменность образовалась в неогеновый и четвертичный период в результате тектонического опускания. В плиоценовых магматических отложениях выявлены крупные месторождения бурого угля (Маришковский угольный бассейн), а в районе г. Раднево — месторождения гипса. Грязевые вулканы можно наблюдать в районах рек Соколица и Овчарица. Холодные минеральные источники находятся вблизи Мерихлери и Симеоновграда.
Климат в регионе переходный между континентальным и средиземноморским, характеризуется мягкой зимой и теплым сухим летом. Годовое количество осадков в этом районе составляет около 550 мм. Средняя температура в январе превышает 0ºС.
Старозагорская низменность дренируется левыми притоками реки Марица — Текирской, Старата, Мерихлерской, Мартинкой, Арпадере и Сазлийкой с их притоками (левые: Азмака, Бедечка, Кумруджа, Блатница, Овчарица, Соколица и Главанская; правые: Дундарлия и Эледжик).
Почвы плодородные, преимущественно черноземно-гумусные и аллювиально-луговые, что благоприятствует выращиванию зерновых и технических культур, виноградников, овощей и садов.
На территории низменности расположено 8 городов — Гылыбово, Димитровград, Меричлери, Нова Загора, Раднево, Симеоновград, Стара Загора, Чирпан и несколько десятков деревень.
С юго-запада на северо-восток по всей длине низменности, от Чирпана до Кермена, проходит участок автодороги «Фракия».
Кроме того, по Старозагорской низменности проходят участки 13 дорог Государственной дорожной сети: 2 дороги первого класса под номерами 5 и 8; 3 вагона второго класса с номерами 55, 57, 66 и 8 вагонов третьего класса с номерами 503, 506, 554, 555, 608, 662, 663 и 807.